# OOParts
OOParts（オーパーツ）とは、日本のBlack Inc.が開発・運営しているビジュアルノベル（美少女ゲーム）に特化したクラウドゲーミングプラットフォームである。2020年4月24日に月額課金制でサービスを開始した。

## 沿革
- 2019年4月11日 - 代表取締役・小川楓太のTwitterにてデモを発表[1]
- 2019年8月30日 - クローズドアルファ版を開始[2]
- 2019年11月22日 - クローズドベータ版を開始[3]
- 2020年4月24日 - 正式版を開始[4]